# Aïn Oussera (distrito)
Aïn Oussera é um distrito localizado na província de Djelfa, Argélia, e cuja capital é a cidade de mesmo nome, Aïn Oussera.[carece de fontes?]